# 1602 Indiana
För andra betydelser, se Indiana (olika betydelser).
1602 Indiana eller 1950 GF är en asteroid i huvudbältet, som upptäcktes 14 mars 1950 av Indiana Asteroid Program vid Indiana University Bloomington med Goethe Link Observatory. Asteroiden har fått sitt namn efter en amerikanska delstaten Indiana.
Asteroiden har en diameter på ungefär 7 kilometer och den tillhör asteroidgruppen Flora.